# نعمان (الحيمة الداخلية)

تعديل مصدري - تعديل

نعمان هي إحدى قرى عزلة بني عمرو بمديرية الحيمة الداخلية التابعة لمحافظة صنعاء، بلغ تعداد سكانها 50 نسمة حسب تعداد اليمن لعام 2004.